# Marcel Laponder
Marcel Laponder (* 23. Mai 1978 in Pretoria, Südafrika) ist ein ehemaliger britischer Biathlet.

## Karriere
Marcel Laponder wurde in Südafrika geboren und besitzt sowohl die britische als auch die südafrikanische Staatsbürgerschaft. Der Soldat vom 35 Engineer Regiment RE wurde von Marc Walker, zuvor von Jason Sklenar, trainiert. Mit dem Biathlon begann er 2005, ab 2007 startete er in internationalen Wettbewerben. Seine ersten Rennen bestritt er im Rahmen des Biathlon-Europacups. 2008 bestritt er in Oberhof sein erstes Rennen im Rahmen des Biathlon-Weltcups und wurde mit der britischen Staffel 20. Sein erstes Einzelrennen des Weltcups bestritt Laponder beim Sprint der Biathlon-Weltmeisterschaften 2008 in Östersund, bei dem er den 105. Platz belegte. Größtenteils wurde Laponder bei Einzelrennen im IBU-Cup eingesetzt, da im Weltcup meist die stärkeren Kevin Kane oder Lee-Steve Jackson liefen. Mit der Staffel trat er regelmäßig im Weltcup an. Bei den Weltmeisterschaften 2009 in Pyeongchang wurde Laponder mit seiner zu diesem Zeitpunkt besten Weltcup-Leistung 89. im Einzel.
In sämtlichen weiteren Weltmeisterschaften von 2011 bis 2016 nahm der Brite an den Einzelrennen teil, in Chanty-Mansijsk kam 2011 mit Rang 57 im Sprint auch gleichzeitig sein bestes Karriereergebnis zustande. Dies bedeutete auch seinen einzigen Start in einem Verfolgungsrennen im Weltcup, wo er überrundet wurde. Seine beste Einzelleistung im IBU-Cup erzielte er bereits im Januar 2009, als er in Altenberg 27. des Einzels wurde. In seinen letzten Karrierejahren kam Laponder selbst mit fehlerarmen oder -freien Wettkämpfen nicht mehr in die Nähe der besten 60 Athleten. Seinen einzigen Wettkampf in der Saison 2016/17 bestritt er im Staffelrennen der WM, wo er im Alter von 38 Jahren seinen Abschied als professioneller Biathlet gab.

## Persönliches
Laponder lebt im oberbayrischen Siegsdorf. Er ist verheiratet, freiberuflich als Fotograf tätig und arbeitet im Rettungsdienst. Er ist aktives Mitglied der Bergwacht Ruhpolding und dort auch als medizinischer Ausbilder tätig.

## Statistiken

### Biathlon-Weltcup-Platzierungen
Die Tabelle zeigt alle Platzierungen (je nach Austragungsjahr einschließlich Olympische Spiele und Weltmeisterschaften).
- 1.–3. Platz: Anzahl der Podiumsplatzierungen
- Top 10: Anzahl der Platzierungen unter den ersten zehn (einschließlich Podium)
- Punkteränge: Anzahl der Platzierungen innerhalb der Punkteränge (einschließlich Podium und Top 10)
- Starts: Anzahl gelaufener Rennen in der jeweiligen Disziplin

| Platzierung         | Einzel | Sprint | Verfolgung | Massenstart | Staffel | Gesamt |
| ------------------- | ------ | ------ | ---------- | ----------- | ------- | ------ |
| 1. Platz            |        |        |            |             |         |        |
| 2. Platz            |        |        |            |             |         |        |
| 3. Platz            |        |        |            |             |         |        |
| Top 10              |        |        |            |             |         |        |
| Punkteränge         |        |        |            |             | 33      | 33     |
| Starts              | 16     | 31     | 1          |             | 33      | 81     |
| Stand: Karriereende |        |        |            |             |         |        |

### Biathlon-Weltmeisterschaften
Ergebnisse bei den Weltmeisterschaften:
| Weltmeisterschaften | Weltmeisterschaften | Einzelwettbewerbe | Einzelwettbewerbe | Einzelwettbewerbe | Einzelwettbewerbe | Staffelwettbewerbe |
| Jahr                | Ort                 | Einzel            | Sprint            | Verfolgung        | Massenstart       | Herrenstaffel      |
| ------------------- | ------------------- | ----------------- | ----------------- | ----------------- | ----------------- | ------------------ |
| 2008                | Östersund           | –                 | 105.              | –                 | –                 | –                  |
| 2009                | Pyeongchang         | 89.               | –                 | –                 | –                 | –                  |
| 2011                | Chanty-Mansijsk     | 90.               | 57.               | LAP               | –                 | 23.                |
| 2012                | Ruhpolding          | 88.               | 105.              | –                 | –                 | 28.                |
| 2013                | Nové Město          | 114.              | 108.              | –                 | –                 | 22.                |
| 2015                | Kontiolahti         | 104.              | 118.              | –                 | –                 | 24.                |
| 2016                | Oslo                | 98.               | 90.               | –                 | –                 | –                  |
| 2017                | Hochfilzen          | –                 | –                 | –                 | –                 | 26.                |